# Apollo van Veii

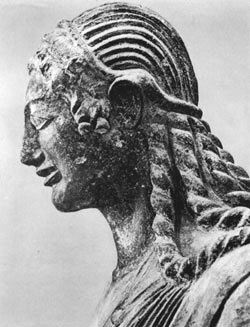
Detail van de Apollo van Veii en profil in het Museo Nazionale Etrusco di Villa Giulia

De Apollo van Veii, ook wel Apollo van Vulca (Italiaans: Apollo di Veio), is een Etruskisch terracotta akroterion uit de 6e eeuw v.Chr. Het is een van de beroemdste Etruskische kunstvoorwerpen ter wereld.
Het beeld werd in 1916 gevonden in het gebied van Portonaccio nabij de voorbije Etruskische stad Veii, bij de resten van een grote tempel die waarschijnlijk was gewijd aan Apulu/Aplu en Hercle. Het beeld stelt de god Apulu zelf voor en behoorde tot een groep die het derde werk van Hercles dodekathlos (de Hinde van Keryneia) uitbeeldde. Naast de Apulu zijn ook de figuren Hercle, Turms, de genoemde hinde en Latona gevonden. De groep was onderdeel van de dakdecoratie van de tempel. 
Het akroterion is 1,75 m hoog en dateert tussen ca. 550 en 520 v.Chr. Waarschijnlijk is het beeld vervaardigd door (de school van) Vulca, de enige Etruskische koroplast wiens naam ons is overgeleverd. De stijl is typisch archaïsch en men heeft zich duidelijk laten inspireren door Griekse sculpturen uit de archaïsche periode (kenmerkend bijvoorbeeld zijn de amandelvormige ogen en de "archaïsche glimlach"). De houding van de figuur is daarentegen on-Grieks en typisch Etruskisch. Het beeld staat tezamen met andere vondsten uit Portonaccio in het Museo Nazionale Etrusco di Villa Giulia.